# Pseudochazara
Genre
Le genre Pseudochazara regroupe des papillons de la famille des Nymphalidae et de la sous-famille des Satyrinae.

## Dénomination
Le nom Pseudochazara  leur a été donné par Jacques Hubert de Lesse en 1951.

## Liste des espèces
- Pseudochazara alpina (Staudinger, 1878). Au Caucase.
- Pseudochazara amymone Brown, 1976 ; serait présent en Grèce.
- Pseudochazara amalthea (Frivaldsky, 1845) ou Pseudochazara anthelea amalthea (Frivaldsky, 1845)
- Pseudochazara anthelea (Hübner, 1824) – Agreste ivoirin. En Grèce, Turquie et Asie Mineure.
  - Pseudochazara anthelea amalthea (Frivaldsky, 1845)
  - Pseudochazara anthelea schawerdae (Fruhstorfer, 1908)
  - Pseudochazara anthelea selcuki Van Oorschot, 1987 ;
- Pseudochazara atlantis (Austaut, 1905) – Ocellé de l'Atlas. Au Maroc.
- Pseudochazara baldiva (Moore, 1865). Dans l'Himalaya.
- Pseudochazara beroe (Herrich-Scäffer, 1844). En Asie Mineure.
  - Pseudochazara beroe aurantiaca (Staudinger, 1871) au Kopet-Dagh.
  - Pseudochazara beroe rhena (Herrich-Schäffer, 1852) en Arménie.
- Pseudochazara cingovskii Gross, 1973 – Ocellé épirote ou Ocellé de Gross.
- Pseudochazara daghestana Holik, 1955.
  - Pseudochazara daghestana savalanica Gross & Ebert, 1975 ;
- Pseudochazara droshica (Tytler, 1926).
- Pseudochazara euxina (Kuznetsov, 1909). En Crimée.
- Pseudochazara geyeri (Herrich-Schäffer, 1846) — Ocellé chevronné. En Asie Mineure et au Turkestan.
  - Pseudochazara geyeri karsicola Gross, 1978 ; en Arménie.
  - Pseudochazara geyeri occidentalis (Rebel & Zerny, 1931)
- Pseudochazara graeca (Staudinger, 1870) – Ocellé thessalien, en Grèce.
- Pseudochazara guriensis (Staudinger, 1878). Au Caucase.
- Pseudochazara hippolyte (Esper, 1784) – Présent de l'Asie Mineure à la Mongolie.
  - Pseudochazara hippolyte hippolyte (Esper, 1784).
  - Pseudochazara hippolyte doerriesi.
  - Pseudochazara hippolyte mercurius (Staudinger, 1887).
- Pseudochazara kanishka Aussem, 1980. En Afghanistan et au Tadjikistan.
- Pseudochazara lehana (Moore, 1878).Du Baloutchistan au Turkestan.
- Pseudochazara lydia (Staudinger, 1878). En Asie Mineure.
- Pseudochazara mamurra (Herrich-Schäffer, 1844). En Asie Mineure.
  - Pseudochazara mamurra aurora Eckweiler & Rose, 1989
  - Pseudochazara mamurra obscura (Staudinger, 1878)
  - Pseudochazara mamurra birgit Gross, 1978 ;
- Pseudochazara mniszechii (Herrich-Schäffer, 1851) ou Pseudochazara mniszechii tisiphone, Ocellé pindique.
  - Pseudochazara mniszechii caucasica (Lederer, 1864)
  - Pseudochazara mniszechii tisiphone (Brown, 1981) en Grèce
  - Pseudochazara mniszechii watsoni Clench & Shoumatoff, 1956 ; en Afghanistan.
- Pseudochazara nukatli Bogdanov, 2000.  Au Caucase.
- Pseudochazara orestes De Vries et Van der Poorten, 1981 – Ocellé rouméliote, dans le nord de la Grèce.
- Pseudochazara pakistana Gross, 1978.
- Pseudochazara pallida (Staudinger, 1901). Dans l'Altaï.
- Pseudochazara panjshira Wyat et Omoto, 1966.
  - Pseudochazara panjshira kopetdaghi Dubatolov, 1989 ;
  - Pseudochazara panjshira kopetdaghi Dubatolov, 1989 ;
- Pseudochazara pelopea (Klug, 1832). Du Liban au Kopet-Dagh.
  - Pseudochazara pelopea persica (Christoph, 1877)
  - Pseudochazara pelopea tekkensis (Heyne, [1895])
- Pseudochazara regeli (Alphéraky, 1881).
- Pseudochazara schahrudensis (Staudinger, 1881).Au Caucase.
- Pseudochazara schakuhensis (Staudinger, 1881).  au Kopet-Dagh.
- Pseudochazara thelephassa (Geyer, 1827). De l'Asie Mineure à l'Afghanistan.
- Pseudochazara tisiphone Brown, 1980 – ou Pseudochazara mniszechii tisiphone Ocellé pindique en Grèce, Asie Mineure et au Baloutchistan.
- Pseudochazara turkestana (Grum-Grshimailo, 1893). De l'Afghanistan au sud-est de  l'Altaï.
  - Pseudochazara turkestana esquilinus (Fruhstorfer, 1911)
  - Pseudochazara turkestana sagina(Rühl, [1894])
  - Pseudochazara turkestana sagina (Rühl, [1894])
- Pseudochazara watsoni Clench et Shoumatoff, 1956.
- Pseudochazara williamsi Romei, 1927 (= Pseudochazara hippolyte  williamsi) l'Ocellé andalou, en Espagne.